# Reprezentacja Belgii na Mistrzostwach Świata w Narciarstwie Alpejskim 2011
Belgia na Mistrzostwach Świata w Narciarstwie Alpejskim 2011 w Garmisch-Partenkirchen reprezentowało czterech sportowców (dwie kobiety, dwóch mężczyzn). Nie zdobyli oni żadnego medalu.

## Reprezentanci
Mężczyźni
Kai Alaerts
- Slalom - nie ukończył

Jeroen van den Bogaert
- Slalom gigant - 49. miejsce
- Slalom - 33. miejsce

Kobiety
Isabel van Buynder
- Slalom gigant - nie ukończyła
- Slalom - nie ukończyła

Karen Persyn
- Slalom - nie ukończyła